# Sa'id Bahaji
Saʿīd Bahajī (in arabo سعيد بحجي‎?; Haselünne, 15 luglio 1975 – settembre 2013 ?) è stato un ingegnere e terrorista tedesco di origine marocchina.
Saʿīd Baḥajī, noto anche come Saeed Bahaji, o Zuhayr al-Maghribī, nato il 15 luglio del 1975 a Haselünne, Bassa Sassonia), è stato un cittadino tedesco, di professione ingegnere elettrico ed elettronico, che si suppone sia stato membro di al-Qāʿida e facente parte della Cellula di Amburgo, che predispose il finanziamento per l'Attentato dell'11 settembre 2001 e che dotò i terroristi di asserita fede islamica delle attrezzature necessarie a portare a compimento quell'azione criminosa.

## Storia
Cittadino tedesco. di padre marocchino e di madre tedesca, nacque in Germania dove la famiglia si era trasferita nel 1966, nove anni prima della sua nascita. Trasferitasi ad Amburgo, il giovane Saʿīd si iscrisse nella Facoltà d'Ingegneria nel 1996., Trascorse cinque mesi sotto le armi e fu congedato per motivi di ordine fisico. Da studente tornava in famiglia ogni fine settimana e trascorreva il resto dei giorni presso la zia materna, Barbara Arens. Entrambi erano interessati d'informatica e la zia dichiarerà che, quando era rimasto presso di lei, il nipote era del tutto secolarizzato, fin quando alcuni suoi colleghi di studio non lo avvicinarono all'Islam radicale.
Il 1º novembre 1998 si trasferì in un appartamento in Germania assieme ai futuri dirottatori Moḥamed ʿAṭā (scritto sempre Atta dalla stampa non araba) e Ramzī bin al-Shibḥ. La cosiddetta Cellula di Amburgo vide la luce nel suo appartamento.
Costoro s'incontravano tre o quattro volte ogni settimana per esporre i propri sentimenti anti-americani e progettare possibili attentati. Molti membri di al-Qāʿida vissero nel tempo in quell'appartamento, inclusi Marwan al-Shehhi, Zakariya Essabar e altri ancora. Saʿīd Bahajī era l'esperto di Internet del gruppo.
Egli fu sottoposto a investigazione da parte dei Servizi tedeschi per i suoi legami con Mohammed Haydar Zammar, un chierico musulmano radicaleggiante. Grazie a essa, l'intelligence tedesca fu in grado di conoscere le attività di ʿAtta e degli altri terroristi, ma l'indagine fu arrestata per mancanza di validi riscontri.
Nell'ottobre 1999, si sposò nella Moschea al-Quds di Amburgo. ʿAtta, Jarrāḥ, Sheḥḥī, Zammar e Bin al-Shibḥ parteciparono alla cerimonia.
Alla fine del 1999, Atta, Shehhi, Jarrah e Bin al-Shibh decisero di recarsi in Cecenia per combattere contro i Russi, ma furono convinti da Khalid al-Masri e Mohamedou Ould Slahi all'ultimo momento a mutare loro piani. Essi si recarono allora in Afghanistan per incontrare Osama bin Laden e addestrarsi ad azioni offensive terroristiche ma su tale incontro esistono versioni diverse: alcune informazioni sostengono che Bahajī sarebbe stato tra loro ma la Relazione della Commissione statunitense 9/11 sostenne che egli sarebbe invece rimasto in Germania e avrebbe operato per nascondere l'assenza dei suoi amici. Quando il gruppo tornò in Germania, egli fu messo sotto sorveglianza.
Disse al suo datore di lavoro che intendeva recarsi nel giugno 2001 in Pakistan che stava per frequentare uno stage presso un'azienda di software in Pakistan. Sua zia, Barbara Arens, disse di essere stata sospettosa in materia e che andò dalla polizia per chiederle di "fare qualcosa". Disse che però la polizia non prese alcun provvedimento nei suoi confronti.
 
Il leader di al-Qāʿida, Khalid Sheikh Mohammed lo informò che, se era intenzionato a recarsi in Afghanistan, sarebbe potuto recarsi colà nelle prossime immediate settimane, perché in seguito ciò sarebbe stato più difficoltoso. Bahajī lasciò la Germania il 4 settembre 2001, una settimana prima cioè degli attacchi terroristici negli USA, e volò alla volta di Karachi via Istanbul.

## Dopo gli attacchi
Bin al-Shibḥ fu arrestato l'11 settembre 2002, epoca in cui Bahajī era ancora latitante.
Durante l'operazione militare pakistana dell'ottobre 2009, denominata Operazione Rah-e-Nijat, contro i terroristi residenti nel Waziristan meridionale, il suo passaporto tedesco fu trovato nella cittadina dove viveva un terrorista attivo.

## Morte
Nell'agosto del 2017, l'Associated Press riferì che il leader di al-Qāʿida Ayman al-Zawahiri aveva rivelato in un messaggio audio che Bahajī (il nome usato per riferirsi a lui era "Zuhayr al-Maghribī") era morto, ma senza dire quali fossero state le modalità, quando o dove fosse stato cioè ucciso. In un elenco pubblicato dallo United Nations Security Council, relativo a persone o entità contro cui erano state decise sanzioni, si affermò che Bahajī era morto nel settembre del 2013, nell'area di confine Afghanistan/Pakistan".